# Optimystique
Optimystique è il primo album registrato dal compositore greco Yanni, pubblicato nel 1984 dalla Atlantic Records poi ripubblicato successivamente dalla Private Music.

## Tracce
1. The Sphynx – 4:05
2. Butterfly Dance – 6:21
3. Strings – 3:43
4. Twilight – 7:22
5. The Chase – 5:04
6. Farewell – 2:43
7. Turn of the Tide – 3:52
8. The Magus – 4:40

## Componenti
- Yanni - Compositore, Sintetizzatore, Tastiere
- Ernest LaViolette - batteria e Percussioni
- Tom Sterling – Basso in "Twilight"
- Dugan McNeill – Basso in "The Chase"
- Tony Matsis – Bouzouki in "Strings"
- Bruce Kurno – Arpa